# Мульовка
Мульо́вка (рос. Мулёвка) — річка в Сарапульському районі Удмуртії, Росія, права притока Ками.
Річка починається на західній околиці села Лисово. Протікає на схід, нижня течія після села Мазунино повертає на північний схід. Впадає до Ками навпроти села Шолья. Верхня течія пересихає, нижня — заболочена. Пригирлова ділянка мала бути затопленою під час створення Нижньокамського водосховища за максимальним затопленням.
На річці розташовані села Лисово та Мазунино, де збудовано 2 автомобільних мости.